# 凌锋
凌锋（1951年—），汉族，女性，中华人民共和国医师，第十一届、第十二届、第十三届全国政协委员。
加入中国共产党，担任首都医科大学北京宣武医院神经外科主任、北京脑血管病中心主任。2008年，当选第十一届全国政协委员，代表医药卫生界，分入第四十六组，并担任提案委员会专委。2018年1月，当选第十三届全国政协委员。